# 达米扬·多森
达米扬·多森（英語：Damyean Dotson，1994年5月6日—）為美國男子籃球運動員，現效力於土耳其籃球超級聯賽佩特金體育。

## 職業生涯
2022年6月24日，土耳其籃球超級聯賽加濟安泰普引進多森。9月16日，中国男子篮球职业联赛宁波富邦與多森簽約。
2024年2月1日，宁波富邦終止多森的合約，多森代表宁波富邦出賽33場，場均貢獻19.5分、6.4籃板、3.7助攻、1.2抄截。9月20日，南京同曦與多森簽下試訓合約。10月28日，南京同曦取消註冊多森，多森代表南京同曦出賽五場，場均表現為1.8分、1.2籃板、0.6助攻。11月18日，佩特金體育引進多森。

## 外部連結
- 达米扬·多森在fiba.basketball（英语）
- 达米扬·多森在NBA（英语）
- 达米扬·多森在土耳其籃球超級聯賽（英语）
- 达米扬·多森在中国男子篮球职业联赛
- 达米扬·多森在Basketball-Reference.com（NBA）（英语）
- 达米扬·多森在Basketball-Reference.com（NBA G聯盟）（英语）
- 达米扬·多森在Basketball-Reference.com（國際）（英语）
- 达米扬·多森在Sports-Reference.com（NCAA）（英语）
- 达米扬·多森在ESPN（NBA）（英语）
- 达米扬·多森在Eurobasket.com（球員）（英语）
- 达米扬·多森在Proballers（英语）
- 达米扬·多森在RealGM（英语）
- 达米扬·多森在中国篮球数据库
- 达米扬·多森在Flashscore（英语）